# شو كليفتون
شو كليفتون (بالإنجليزية: Shaw Clifton)‏ هو محامي بريطاني، ولد في 21 سبتمبر 1945 في بلفاست في المملكة المتحدة.